# 夜間中学 (映画)
『夜間中学』（やかんちゅうがく）は、1956年4月18日に公開された日本映画。製作は日本大学藝術学部実習。配給は大映。モノクロ、スタンダード。
同じ机を使用する昼間の生徒と夜間学校の生徒が手紙のやり取りにより友情を結ぶ物語。
監督の本多猪四郎をはじめ、スタッフ・キャストの多くに日大出身者が参加している。

## キャスト
- 鮮太：吉岡興成
- 鮮太の母：木暮実千代
- 鮮太の弟：野村勝幸
- 良平：安藤武志
- 良平の父：宇野重吉
- 良平の母：日野光枝
- 昼の先生：高橋貞二
- 夜の先生：小林桂樹
- 電車の客A：坊屋三郎
- 電車の客B：三木のり平
- 電車の客C：中山豊
- 郵便局長：増田順司
- 郵便局の事務員A：坂口芙沙子
- 郵便局の事務員B：藤岡由起子
- チョビひげの客：田島義文
- 商事会社の係長：土紀就一
- 職工：沼田曜一

## スタッフ
- 製作：戸田金作
- 企画：渡辺俊平、内山憲尚
- 原作：余寧金之助「郵便机」
- 脚本：水木洋子
- 音楽：加藤光男
- 撮影：前田実
- 美術：加藤雅俊
- 録音：藤好昌生、井上俊彦
- 照明：伊藤一男
- 制作主任：山岸達児
- 監督助手：中野昭慶（実習生）
- スチール：花沢正治
- 監督：本多猪四郎